# Antoni Bayona i Rocamora
Antoni Bayona i Rocamora   (Sabadell, 1954) és un jurista i professor català, que exercí de lletrat major del Parlament de Catalunya entre el 10 de juliol de 2012 i el 5 de juny de 2018. Actualment exerceix de lletrat al Parlament de Catalunya i és professor de dret a la Universitat Pompeu Fabra.

## Biografia
Nascut a Sabadell el 1954, es va llicenciar en Dret a la Universitat Autònoma de Barcelona el 1977. Va obtenir el títol de doctor a la Universitat Pompeu Fabra el 1991 i és professor de dret administratiu a la mateixa universitat.
Entre el 1988 i el 1994 va ser membre el Consell Consultiu de la Generalitat. Del 1994 fins al 2003 va dirigir l'Institut d'Estudis Autonòmics. L'any 2003 va ser nomenat conseller del Consell de l'Audiovisual de Catalunya, on va estar-se fins al 2006.

## Publicacions
- Sistema de serveis socials a Catalunya, garantir drets. Generalitat de Catalunya, 2008. ISBN 978-84-393-7914-0.
- El dret a legislar en l'estat autonòmic, Antoni Bayona Rocamora, 1993. ISBN 978-8439323679
- Les fonts del dret administratiu. Antoni Bayona Rocamora, Editorial UOC, 1998. ISBN 978-84-8318-357-1.
- Comentarios sobre el Estatuto de Autonomía de Cataluña: competencias de ejecución, Antoni Bayona Rocamora, 1991.
- Comentarios sobre el Estatuto de Autonomía de Cataluña: competencias de desarrollo legislativo, Antoni Bayona Rocamora, 1991.
- Comentarios sobre el Estatuto de Autonomía de Cataluña: competencias exclusivas, Antoni Bayona Rocamora, 1991.